# De meesterbreinen
De meesterbreinen (Engels: Earth’s Last Fortress) is een sciencefictionroman uit 1950 van de Canadese schrijver A.E. van Vogt. Het boek is gebaseerd op het kort verhaal Recruiting Station (1942), dat ook gepubliceerd werd als Masters of Time in 1950.

## Verhaal
Het verhaal speelt zich af in een stadje ergens in Amerika in de jaren 1940. Jonge mannen dienen zich aan bij het rekruteringsbureau. Ze worden in een achterkamertje ontvangen door Dr.Lell, een tijdreiziger vanuit een verre toekomst waarbij een oorlog tussen Planetarians en de krankzinnige Glorious aan de gang is. De rekruten komen in een wrede wereld terecht in een slavenleger van de verzwakte Glorious, die elke minuut duizenden soldaten verliezen. Ze gaan een zekere dood tegemoet in een gewelddadige toekomst.